# Méry-Corbon
Méry-Corbon era una comuna francesa situada en el departamento de Calvados, de la región de Normandía, que el 1 de enero de 2017 pasó a ser una comuna delegada de la comuna nueva de Méry-Bissières-en-Auge al fusionarse con la comuna de Bissières.

## Demografía
| Gráfica de evolución demográfica de Méry-Corbon entre 1800 y 2014 |
|                                                                   |

Los datos demográficos contemplados en este gráfico de la comuna de Méry-Corbon se han cogido de 1800 a 1999 de la página francesa EHESS/Cassini, y los demás datos de la página del INSEE.